# Peter Westbury

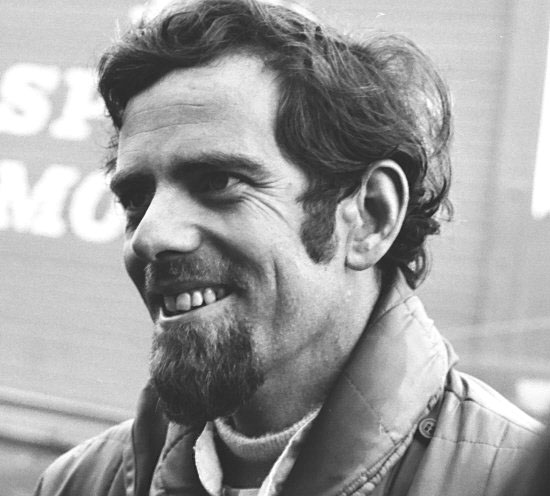
Peter Westbury in 1970

Peter Westbury (Roehampton, Londen, 26 mei 1938 – Scarborough (Trinidad en Tobago), 7 december 2015) was een Brits autocoureur.
In 1969 en 1970 nam hij tweemaal deel aan een Grand Prix Formule 1-wedstrijd voor de teams Brabham, de Grand Prix Formule 1 van Duitsland 1969  maar hij behaalde hierbij geen WK-punten. Hij reed ook een wedstrijd voor BRM, de Grand Prix Formule 1 van de Verenigde Staten 1970 maar wist zich hier niet te kwalificeren voor de race. 